# Christian Isbert
Christian Ehrenfried Isbert (* 8. April 1929 in Berlin; † 5. Januar 1986 in Unterlengenhardt) war ein deutscher Lebensberater, Graphologe, Astrologe, Lektor und Übersetzer esoterischer Literatur.

## Leben
Christian Isbert war der Sohn des elsässischen Yogaleiters und Sachbuchautors Otto Albrecht Isbert und dessen Ehefrau Wilhelmine Karl Isbert (1901–1986). Ab 1937 musste er mit seiner Erkrankung an Kinderlähmung kämpfen, die später Grund für seinen frühen Tod war. Ende 1938 zog er mit seiner Familie nach Stuttgart um. Zusammen mit seinem Bruder besuchte Christian Isbert die Waldorfschule Uhlandshöhe und das Eberhard-Ludwigs-Gymnasium Stuttgart. Dort legte er sein Abitur ab, studierte und arbeitete dann als Übersetzer. Manche Übersetzungen fertigte er gemeinsam mit seinem Vater an.

## Übersetzungen
- Die Wandlung esoterischer Werte. Aus dem Englischen nach Alice A. Bailey, Lucis Press, Genf 1956.
- mit Otto Albrecht Isbert: Albert Schweitzer, Genius in der Wildnis. Aus dem Amerikanischen nach Joseph Gollomb: Albert Schweitzer, genius in the jungle. Lucis Press, London 1957.
- mit Dora Tilmann: Eine Abhandlung über weiße Magie oder der Weg des Jüngers. Aus dem Englischen nach Alice A. Bailey, Lucis Press, London 1957. [2. Aufl. Lucis Press 1973]
- Telepathie und der Ätherkörper. Aus dem Englischen nach Alice A. Bailey, Lucis Press, London 1960. [2. Aufl. Lucis Press, Genf u. Rohm, Bietigheim/Württ. 1971]
- mit Otto Albrecht Isbert: Grundriss der Yogalehre. Die Praxis und die Gedankenwelt. Aus dem Englischen nach Ernest Wood; Günther Verlag, Stuttgart 1961.
- mit Gertrude Lietz: Dhyana. Wege der Versenkung. Aus dem Englischen nach Madhav Pundalik Pandit; Sri Aurobindo Verlag, Zollikon-Zürich 1965.
- Eine Abhandlung über die sieben Strahlen. Übersetzt aus dem Englischen nach Alice A. Bailey, Lucis Press, London; New York; München; Rotterdam 1970, ISBN 978-3-87683-159-6. [3. Aufl. Lucis Press 1983]
- Von der Artusrunde zum Gralsschloss. Studien zum Artusweg und zum Gralsweg im Lichte der Anthroposophie. Aus dem Englischen nach Isabel Wyatt, [= Edition Perceval. Bd. 11], Ogham-Verlag, Stuttgart 1987.